# Hightech (vormgeving)
High Tech is een stroming binnen de architectuur en industriële vormgeving die zich kenmerkt door de constructie en techniek van een gebouw als grootste uitgangspunt te stellen voor de uitstraling van het gebouw of object. Dit houdt in de praktijk in dat leidingen en buizen soms aan de buitenkant van het gebouw gemonteerd zijn en zich met kleuren onderscheiden van andere gebouwonderdelen.
De stroming had haar hoogtijdagen in de jaren 80 van de 20e eeuw, met als eerste gebouw van de stroming het Centre Pompidou in Parijs, ontworpen door Renzo Piano en Richard Rogers en opgeleverd in 1977.

## Gebouwen (selectie)
| Naam gebouw                  | Locatie      | Architect                   | Bouwjaar  |
| ---------------------------- | ------------ | --------------------------- | --------- |
| Centre Pompidou              | Parijs       | Richard Rogers, Renzo Piano | 1977      |
| Renault Centre               | Swindon      | Norman Foster               | 1982      |
| HSBC Building Hongkong       | Hong Kong    | Norman Foster               | 1983      |
| Lloyd's Building             | Londen       | Richard Rogers              | 1978      |
| Energiebedrijf Haarlem       | Haarlem      | Thijs Asselbergs            | 1991      |
| Station Duivendrecht         | Duivendrecht | Peter Kilsdonk              | 1993      |
| Station Lelystad Centrum     | Lelystad     | Peter Kilsdonk              | 1988      |
| Station Almere Centrum       | Almere       | Peter Kilsdonk              | 1987      |
| Station Leiden Centraal      | Leiden       | Harry Reijnders             | 1996      |
| Station Amsterdam Sloterdijk | Amsterdam    | Harry Reijnders             | 1983      |
| Station Rotterdam Blaak      | Rotterdam    | Harry Reijnders             | 1993      |
| Station Zaandam              | Zaandam      | Peter Kilsdonk              | 1983      |
| Malietoren                   | Den Haag     | Benthem Crouwel             | 1996      |
| Universitätsklinikum Aachen  | Aken         | Wolfgang Weber, Peter Brand | 1971-1985 |

## Galerij

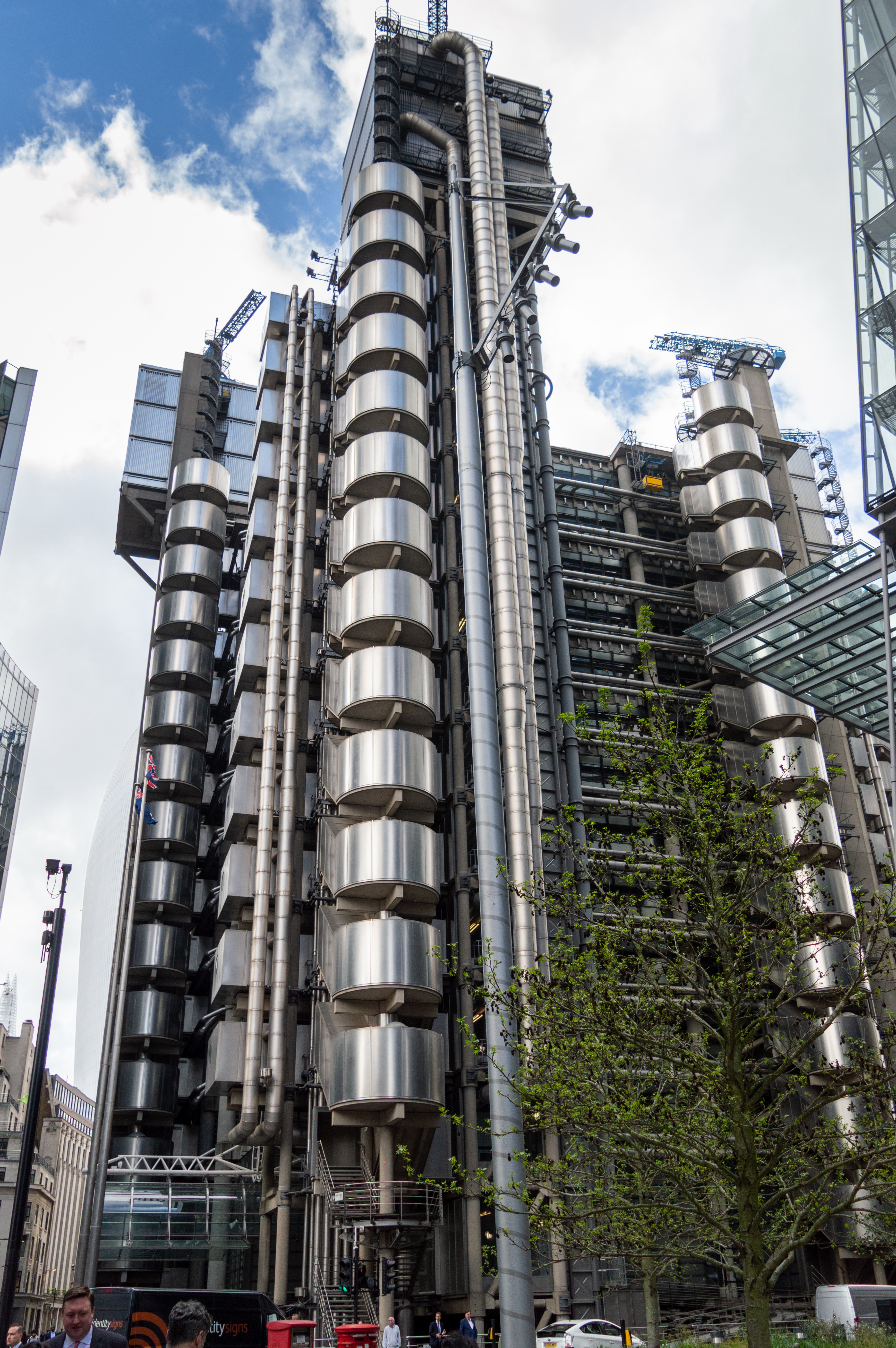
Het Lloyd's-gebouw in Londen, ontworpen door Richard Rogers
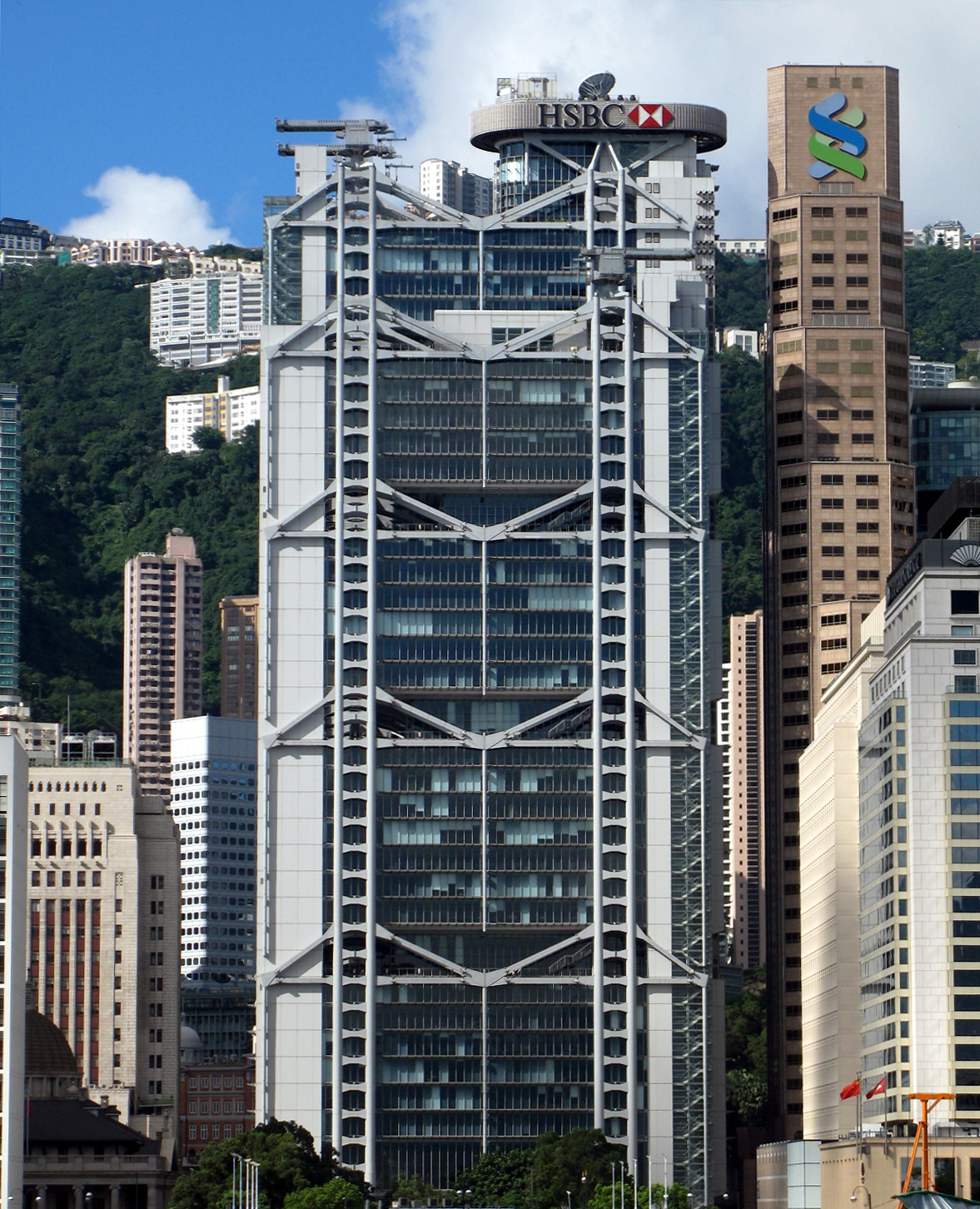
Het HSBC-gebouw in Hong Kong, ontworpen door Norman Foster
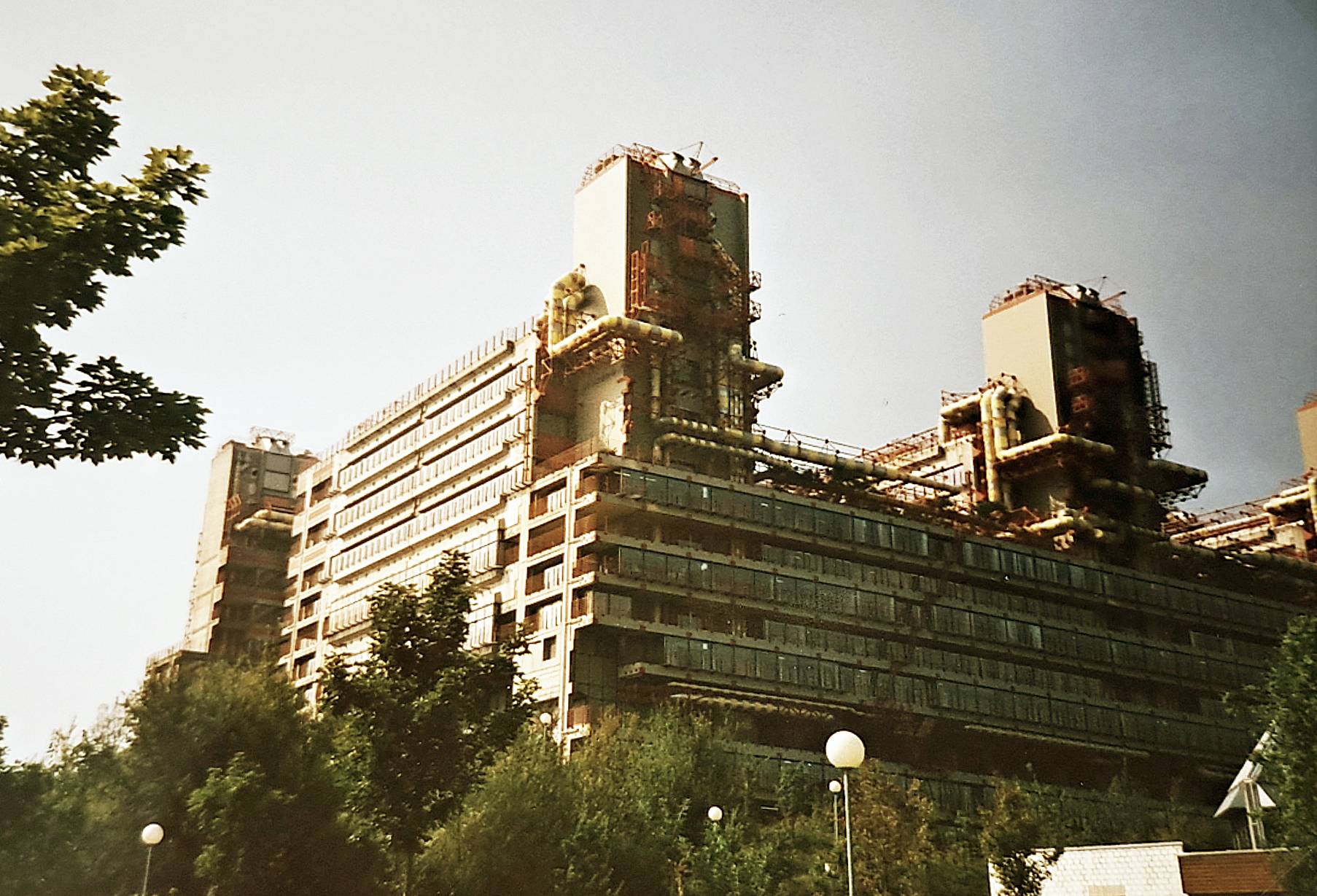
Universitätsklinikum Aachen, ontworpen door bureau Weber + Brand
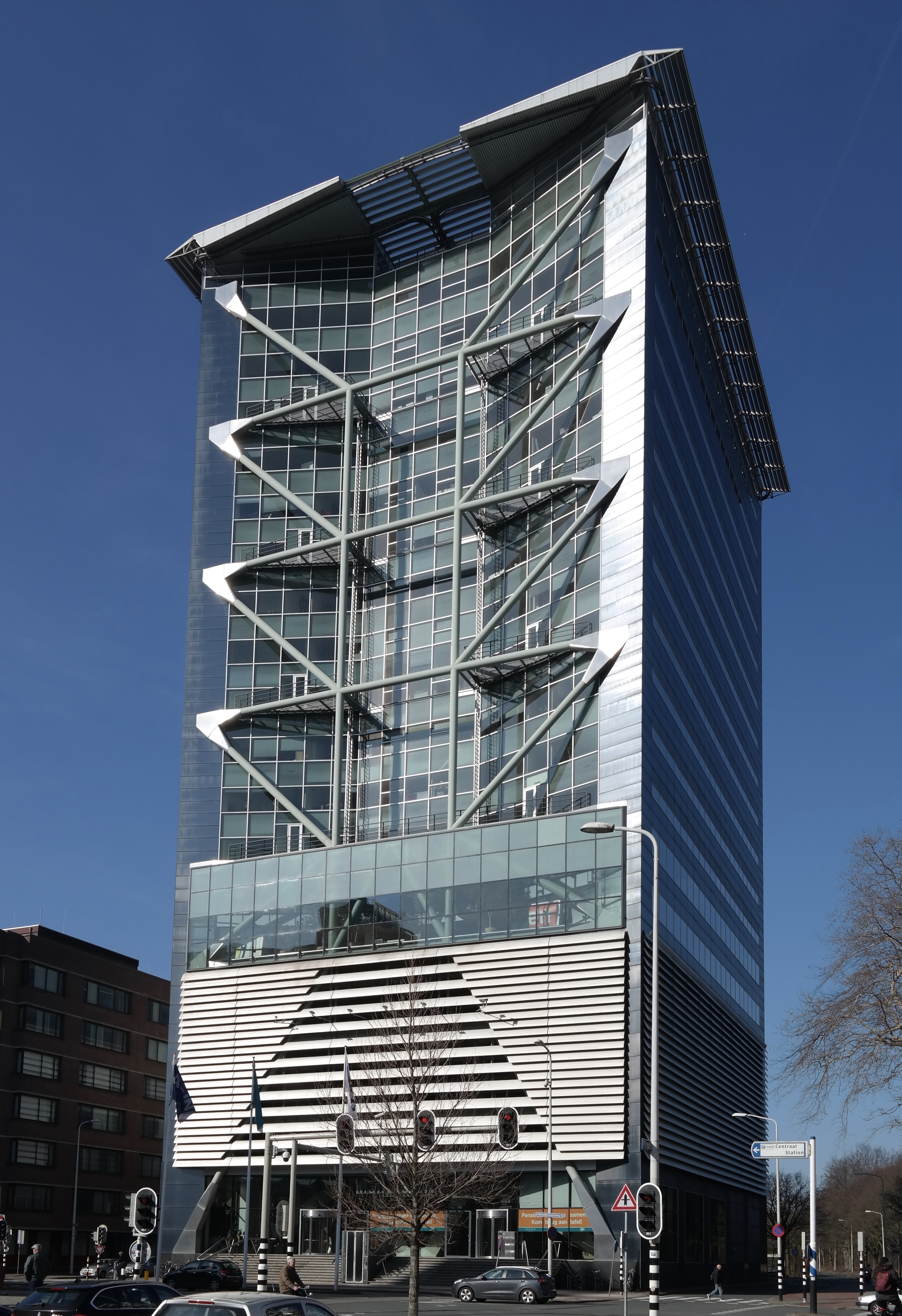
De Malietoren in Den Haag